# سكاريو: يوم الجندي
سكاريو: يوم الجندي (بالإنجليزية: Sicario: Day of the Soldado)‏ هو فيلم أكشن إثارة أمريكي، من إخراج ستيفانو سوليما وسيناريو تايلور شيريدان. وهو الجزء الثاني لفيلم سكاريو، الفيلم من بطولة بينيسيو ديل تورو، جوش برولين وجيفري دونوفان وايزابيلا مونر، مانويل غارسياو كاثرين كينر . القصة تتمحور حول حرب المخدرات في الولايات المتحدة والمكسيك ومحاولة  حكومة الولايات المتحدة التحريض على زيادة الصراع بين عصابات المخدرات.
صدر الفيلم في الولايات المتحدة في 29 حزيران/يونيو 2018، من قبل سوني بيكتشرز عن طريق الشركة التابعة كولومبيا بيكتشرز، في حين تم توزيعه دوليا من قبل ليونزغيت إنترتينمنت. الفيلم مكرس لذكرى جوان جوهانسون، ملحن الفيلم الأول الذي توفي في شباط/فبراير 2018. تلقي الفيلم عموما مراجعات إيجابية من النقاد، بعض التعليقات كانت «فيلم وحشي ولكن ممتاز كجزء ثاني» تمت الإشادة أيضا بأداء الممثلين برولين وديل تورو. تلقي الفيلم أيضا الانتقادات من قبل البعض بسبب  الصورة النمطية السلبية للمكسيكيين والمسلمين في الفيلم.

## الممثلون
- بينيشيو ديل تورو بدور اليخاندرو
- جوش برولين في دور مات غرافر، ضابط قسم الأنشطة الخاصة في وكالة الاستخبارات المركزية
- إيزابيلا مونر في دور إيزابيلا رييس
- جيفري دونوفان في دور ستيف فورسينغ
- مانويل جارسيا-رالفو في دور جالو
- كاثرين كينر في دور سينثيا
- ماثيو موديني كوزير للدفاع جيمس رايلي
- شيا ويغام كما اندي ويلدون

## التصوير
التصوير الرئيسي للفيلم بدأ في نيو مكسيكو في 8 نوفمبر عام 2016.

## الإستقبال

### شباك التذاكر
اعتبارًا من 30 أغسطس 2018, حقق الفيلم 50 مليون دولار في الولايات المتحدة وكندا، و23.3 مليون دولار في الدول الأخرى، المجموع الإجمالي في جميع أنحاء العالم قدره 73.3 مليون دولار.

## الجزء القادم
في يونيو / حزيران 2018، قبل إصدارالفيلم في السينيمات، قال المنتج إنه سيكون هناك جزء ثالث.

## روابط خارجية
- سكاريو: يوم الجندي على موقع IMDb (الإنجليزية)
- سكاريو: يوم الجندي على موقع ميتاكريتيك (الإنجليزية)
- سكاريو: يوم الجندي على موقع روتن توميتوز (الإنجليزية)
- سكاريو: يوم الجندي على موقع نتفليكس (الإنجليزية)
- سكاريو: يوم الجندي على موقع ألو سيني (الفرنسية)
- سكاريو: يوم الجندي على موقع Turner Classic Movies (الإنجليزية)
- سكاريو: يوم الجندي على موقع أول موفي (الإنجليزية)
- سكاريو: يوم الجندي على موقع بوكس أوفيس موجو (الإنجليزية)
- سكاريو: يوم الجندي على موقع فيلمافينيتي (الإسبانية)
- سكاريو: يوم الجندي على موقع قاعدة بيانات الأفلام السويدية (السويدية)